# 大久保誠
大久保 誠（おおくぼ まこと、1975年5月3日 - ）は、日本の元サッカー選手、指導者。長崎県出身。現・BRISTOLサッカースクール代表。

## 来歴
福岡大学在学中の1997年にはユニバーシアード代表シチリア大会の日本代表に選ばれている。
大学を卒業後1998年にサンフレッチェ広島に加入。同期入団は、石川裕司、池端陽介、植田元輝、大畑隼哉、行友亮二、秋元雅博、山下一弥。主力として入団当初から攻撃的なMFで試合出場し、周囲にも期待されていたが、度重なる怪我に加え、その年の途中から加入した山口敏弘、翌年に加入した藤本主税のためにレギュラー確保にまでいたらなかった。2000年に怪我が原因で引退。
その後は地元へ帰っていたが、2004年から2008年まで名古屋グランパスエイト下部組織のコーチとして活躍。2009年に地元長崎で「BRISTOLサッカースクール」をたちあげた 。

## 個人成績
| 国内大会個人成績 | 国内大会個人成績 | 国内大会個人成績 | 国内大会個人成績 | 国内大会個人成績 | 国内大会個人成績 | 国内大会個人成績 | 国内大会個人成績 | 国内大会個人成績 | 国内大会個人成績 | 国内大会個人成績 | 国内大会個人成績 |
| 年度             | クラブ           | 背番号           | リーグ           | リーグ戦         | リーグ戦         | リーグ杯         | リーグ杯         | オープン杯       | オープン杯       | 期間通算         | 期間通算         |
| 年度             | クラブ           | 背番号           | リーグ           | 出場             | 得点             | 出場             | 得点             | 出場             | 得点             | 出場             | 得点             |
| 日本             | 日本             | 日本             | 日本             | リーグ戦         | リーグ戦         | リーグ杯         | リーグ杯         | 天皇杯           | 天皇杯           | 期間通算         | 期間通算         |
| ---------------- | ---------------- | ---------------- | ---------------- | ---------------- | ---------------- | ---------------- | ---------------- | ---------------- | ---------------- | ---------------- | ---------------- |
| 1998             | 広島             | 21               | J                | 6                | 1                | 4                | 1                | 0                | 0                | 10               | 2                |
| 1999             | 広島             | 21               | J1               | 3                | 0                | 0                | 0                | 4                | 1                | 7                | 1                |
| 2000             | 広島             | 8                | J1               | 8                | 0                | 3                | 0                | 0                | 0                | 11               | 0                |
| 通算             | 日本             | 日本             | J1               | 17               | 1                | 7                | 1                | 4                | 1                | 28               | 3                |
| 総通算           | 総通算           | 総通算           | 総通算           | 17               | 1                | 7                | 1                | 4                | 1                | 28               | 3                |

## 代表歴
- 1997年 : ユニバーシアード代表シチリア大会